# کیسوکه شیمیزو
کیسوکه شیمیزو (انگلیسی: Keisuke Shimizu؛ زادهٔ ۲۵ نوامبر ۱۹۸۸) بازیکن فوتبال اهل ژاپن است.
از باشگاه‌هایی که در آن بازی کرده‌است می‌توان به باشگاه فوتبال آویسپا فوکوئوکا اشاره کرد.